# Amebiasis en las abejas
La amebiasis o amebosis es una enfermedad contagiosa, cuyo agente patógeno es una ameba parásita (por ello el nombre de la enfermedad), del phylum Protozooarios, del Orden Sarcodino, denominada científicamente, Malpighamoeba mellificae (Prell 1927) que parasita los tubos de Malpighi. Maassen en Alemania fue el primero en observar el parásito en 1916, Prell en 1926 describió y clasificó el protozoo, flagelado.
Las formas amebianas se transforman en quistes, estos quistes están protegidos por una envoltura muy resistente, cuya finalidad es que ante condiciones adversas (desecación) logren conservarse vivas, como forma de resistencia. Cuando son ingeridos por las abejas adultas, llegan al intestino, rompen su cubierta y comienzan la fase vegetativa, penetran en el interior de los tubos excrectores donde se reproducen por división directa. Son parásitos extracelulares que se alimentan moviéndose por seudópodos, aunque también tienen flagelos, con los cuales alcanzan los tubos de Malpighi. Los quistes tienen forma redonda y un tamaño de 5 a 8 micras de diámetro. 

## Síntomas
Los síntomas son parecidos a la nosemosis, se produce una gran mortandad de abejas, con el consecuente despoblamiento de la colmena, es posible observar abejas que se arrastran fuera de la colmena, sin lograr volar. Como se produce una inflamación intestinal, se observa el abdomen inflamado, hay diarrea, hay deyecciones acuosas de coloración amarillenta, pudiéndose observar las mismas en la piquera. Al igual que la nosemosis, la amebiasis es común en primavera.
No se conoce un tratamiento farmacológico eficaz contra la amebiasis. No se dispone de un producto químico que controle la ameba. La desinfección con ácido acético de los panales destruye los quistes de amebiasis y las esporas de nosemosis. La vida de los quistes en los panales es de 6 meses en las heces. Las buenas prácticas de manejo contribuyen a su control. El agua limpia es importante.

## Epizootiología.
La enfermedad está diseminada ampliamente por Europa, Oceanía y América. Ataca generalmente obreras, nunca la reina y los zánganos. La fuente de contagio y transmisión es igual que en la Nosemosis. La trofalaxis de las obreras es el mecanismo de difusión.

## Patogenia
El ciclo devida de Malpighamoeba mellificae es de 22 a 24 días, y su forma de dieminación y resistencia, son los quistes. Una vez ingeridos pasan al ventrículo de la abeja, donde los jugos gástricos favorecen la germinación y liberación de la forma vegetativa a la altura del píloro, donde se acumula la materia sólida que hace de tapón haciendo que los parásitos migren a los tubos de Malpighi. Una vez allí los parásitos toman forma ameboide, se fijan a las paredes epiteliales, comienza la división por fisión binaria, edespués de 3 o 4 semanas.

## Diagnóstico
Se realiza en laboratorio un análisis. Se disecciona un tubo de mMalpighi, se observan los quistes a través de las paredes de los túbulos de Malpighi con un microscopio óptico a 400X. Esto es factible, ya que las paredes de los túbos se encuentran inflamadas y se tornan transparentes.